# شعب الضيوعي (يهر)

تعديل مصدري - تعديل

شعب الضيوعي هي إحدى قرى عزلة يهر بمديرية يهر التابعة لمحافظة لحج، بلغ تعداد سكانها 68 نسمة حسب تعداد اليمن لعام 2004.